# والتر هرنانديز (سائق سيارة سباق)
والتر هرنانديز (بالإسبانية: Walter Hernández)‏ هو مهندس أرجنتيني، ولد في 21 أغسطس 1965.